# 紅色組合
紅色組合（こうしょくくみあい、あかいろくみあい、［英］red union［独］Rote Gewerkschaft）とは、使用者に対し戦闘的な態度で臨む労働組合を指す。対義語は御用組合（黄色組合）。

## 歴史
紅色組合の世界的な始まりは1848年革命で、当時の革命派や労働者側は、この時に赤旗を目印とした。
その100年後に当たる第二次世界大戦終結後には、赤狩り旋風（日本では、日本国有鉄道における大量整理解雇に象徴される。その更に40年後には国鉄分割民営化が起きた）が吹き荒れた。
日本では労使協調路線の組合は、会社の言いなりになる御用組合化して専従者が取締役会の末席を占めることがある。一方、紅色組合の方も、会社の現状を無視した要求ばかりを繰り返し、国鉄労働組合の順法闘争やストライキのように利用客を無視した行動を繰り返したり、労働者の権利とまったく関係ない政治ストを行ったり、暴行・器物損壊行為を行うなど、労働者の保護・権利拡大という労働組合本来の目的からは逸脱することが目立っていった。
このため、平成期以降、若年層や低所得層は組合活動そのものに興味を持たなくなっており、紅色・黄色を問わず、労働組合の組織率は低下している。このため、現在の日本においては、既存の労働組合の存在意義と将来的な在り方が問われている。

## 紅色組合と目される労働組合
- 日本：全国労働組合総連合（全労連）、全国労働組合連絡協議会 （全労協）、国鉄労働組合（国労）、日本航空乗員組合・日本航空機長組合・日本航空先任航空機関士組合・日本航空ジャパン乗員組合（J4）、国鉄千葉動力車労働組合（動労千葉）、北海道教職員組合（北教組）
- 大韓民国：全国民主労働組合総連盟（民主労総）